# Liste der Wappen im Landkreis Dillingen an der Donau
Die Liste der Wappen im Landkreis Dillingen an der Donau zeigt die Wappen der Gemeinden im bayerischen Landkreis Dillingen a.d.Donau.

## Landkreis Dillingen a.d.Donau

Landkreis Dillingen a.d.Donau Unter blauem Schildhaupt, darin ein schreitender goldener Löwe, geteilt von Gold und Blau; oben ein schreitender, herschauender, rot bewehrter schwarzer Löwe unten eine goldene Lilie.
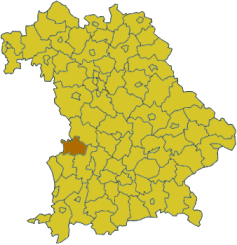
Lage des Landkreises Dillingen a.d.Donau in Bayern
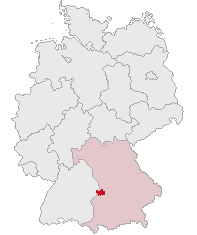
Lage des Landkreises Dillingen a.d.Donau in Deutschland
Landkreis Dillingen a.d.Donau (–1972) Schräg geteilt durch einen goldenen Schrägbalken; oben in Blau ein schreitender, rot bewehrter goldener Löwe, unten die bayerischen Rauten.
Landkreis Wertingen (–1972) Zweimal geteilt und unten gespalten; oben in Gold ein schreitender, herschauender, rot bewehrter schwarzer Löwe, in der Mitte die bayerischen Rauten, unten Rot und Silber.

## Wappen der Städte, Märkte und Gemeinden

Markt Aislingen Gespalten von Rot und Silber; vorne auf grünem Berg eine silberne Kapelle mit Kuppeldach und Laterne, hinten eine dreilatzige, golden befranste rote Sturmfahne an drei goldenen Ringen.
Gemeinde Bachhagel Durch eine von Schwarz und Gold gespaltene, eingeschweifte Spitze, darin auf gesenktem blauen Wellenbalken eine silberne Burg mit Zinnenturm und roten Dächern, gespalten von Gold und Schwarz, vorne ein schräger schwarzer Sperrhaken, hinten ein steigendes, rotbewehrtes, silbernes Einhorn mit roter Mähne und rotem Schwanz.
Gemeinde Bächingen a.d.Brenz Durch einen gesenkten grünen Wellenbalken geteilt von Silber und Gold; oben ein wachsender, golden gekrönter schwarzer Wolf, unten eine liegende schwarze Wolfsangel.
Gemeinde Binswangen Über einem von Grün und Gold gespaltenen Treppengiebel im Schildfuß gespalten von Gold und Grün; vorne eine heraldische Lilie, hinten drei heraldische Rosen an beblättertem Stiel in verwechselten Farben.
Markt Bissingen Gespalten; vorne geschacht von Gold und Rot; hinten in Blau ein senkrecht stehendes, goldenes Pferdegebiss mit Kinnkette.
Gemeinde Blindheim Unter rotem Schildhaupt, darin ein durchgehendes silbernes Balkenkreuz, schräggeteilt von Silber und Schwarz, überdeckt von einem golden gekrönten natürlichen Wassermann mit zwei aufgebogenen goldenen Fischschwänzen, der in der Rechten eine rote Hellebarde und in der Linken ein rotes Fass hält, aus dem silbernes Wasser strömt.
Gemeinde Buttenwiesen Durch eine eingeschweifte, fünfmal von Rot und Silber geteilte und mit einem goldenen Pfahl belegte Spitze gespalten; vorne in Silber ein durchgehendes schwarzes Tatzenkreuz, hinten in silbernem Mauerwerk eine schwarze Tür mit goldenen Bändern.
Große Kreisstadt Dillingen a.d.Donau In Blau ein silberner Schräglinksbalken, oben eine schrägrechte goldene Lilie, unten zwei sechsstrahlige goldene Sterne.
Gemeinde Finningen Gespalten von Gold und Rot, vorne unter schwarzem Schildhaupt, darin gereiht drei sechsstrahlige goldene Sterne, ein blaues, aufsteigendes Einhorn, hinten über von Silber und Rot gespaltenem Schildfuß, darin oben ein schwarzes großes gotisches „A“, ein goldener Zinnenturm mit drei Erkern und schwarzen Fenstern, von einer Zinnenmauer mit schwarzem Tor umgeben.
Gemeinde Glött In Blau ein mit drei gestürzten roten Sparren belegter goldener Pfahl, beseitet von je einer goldenen heraldischen Lilie.
Stadt Gundelfingen a.d.Donau In Silber ein rot gekrönter und rot gezungter schwarzer Löwe, der auf der Brust den bayerischen Rautenschild und in den Pranken einen bewurzelten grünen Baum trägt.
Gemeinde Haunsheim In Schwarz auf grünem Boden ein rotbedachter silberner Torbau zwischen zwei Zinnentürmchen mit roten Spitzendächern, darauf goldene Wetterfahnen; vor dem geschlossenen goldenen Tor ein springender schwarzer Gämsbock.
Stadt Höchstädt a.d.Donau In Gold ein zinnengekrönter roter Rundturm mit drei blauen Spitzdächern, der oben mit einem gelehnten Rautenschild belegt und unten von einer roten Zinnenmauer umgeben ist.
Gemeinde Holzheim Unter von Rot und Silber gespaltenem Schildhaupt gespalten von Silber und Blau; vorne ein linksgewendeter, golden gekrönter und bewehrter blauer Löwe, hinten drei sechsstrahlige goldene Sterne schräg hintereinander.
Gemeinde Laugna Über goldenem Schildfuß, darin drei schräglinks gestellte und schräg abgeschnittene grüne Balken, gespalten von Blau und Gold; vorne ein goldenes Lilienkreuz, hinten ein schreitender schwarzer Bock auf ledigem grünen Vierberg.
Stadt Lauingen (Donau) Gespalten von Silber und Blau, aufgelegt ein golden gekrönter schwarzer Mohrenkopf mit goldenem Ohrring und goldener Halskette.
Gemeinde Lutzingen Gespalten von Gold und Rot, vorne über einem linksgewendeten roten Flug eine rote Bügelkrone, hinten ein goldener Löwe, der drei silberne Blumen in der rechten Vorderpranke hält.
Gemeinde Medlingen Unter blauem Schildhaupt, darin ein springender silberner Hund mit einer goldenen Fackel im Maul, im Zinnenschnitt schräg geteilt von Gold und Rot, oben schräg nebeneinander drei schwarze Hirschspuren.
Gemeinde Mödingen Unter schwarzem Schildhaupt, darin ein achtstrahliger goldener Stern, schräg geteilt von Gold und Blau; oben eine aus dem linken Schildrand wachsende blauer Adlerkralle, unten ein steigender goldener Löwe.
Gemeinde Schwenningen Unter blauem Schildhaupt, darin ein schreitender goldener Löwe, gespalten; vorne in Rot eine senkrechte silberne Hirschstange, hinten in Silber über einem schwebenden roten Tatzenkreuz ein mit einem schmalen goldenen Schragen belegter roter Schragen.
Gemeinde Syrgenstein Geteilt; oben in Silber ein schwarzer Schrägbalken, darin ein goldener Adler; unten wieder geteilt, oben gespalten von Rot und Silber, unten Blau, belegt mit einem goldenen Zinnenturm mit schwarzem Fenster.
Gemeinde Villenbach In Rot ein herschauender silberner Ochsenkopf.
Stadt Wertingen Über Schildfuß mit den bayerischen Rauten gespalten von Rot und Silber, überdeckt mit einer auf der Teilungslinie stehenden silbernen zweitürmigen, blaubedachten Kirche in perspektivischer Seitenansicht.
Markt Wittislingen In Rot ein goldener Schrägbalken, begleitet oben von einem schreitenden silbernen Löwen, unten von der großen Bügelfibel von Wittislingen.
Gemeinde Ziertheim Über von Rot und Silber gespaltenem Schildfuß gespalten von Gold und Rot, vorne ein mit drei sechsstrahligen goldenen Sternen belegter blauer Schräglinksbalken, hinten schräggekreuzt ein goldener und ein silberner Schlüssel.
Gemeinde Zöschingen In Blau zwischen zwei zugewandten goldenen Löwen eine eingeschweifte silberne Spitze, darin ein schwarzes Tatzenkreuz.[1]
Gemeinde Zusamaltheim Unter schwarzem Schildhaupt, darin nebeneinander drei goldene Wiederkreuze, gespalten von Rot und Silber, auf der Teilungslinie eine goldgekrönte schwarze Melusine (Fischweibchen) mit goldenen Schwänzen.

## Ehemalige Gemeinden mit eigenem Wappen

Gemeinde Altenbaindt
Gemeinde Altenberg
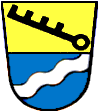
Gemeinde Bachhagel Altes Wappen
Gemeinde Ballhausen
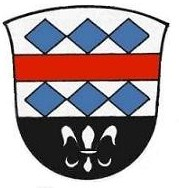
Gemeinde Baumgarten
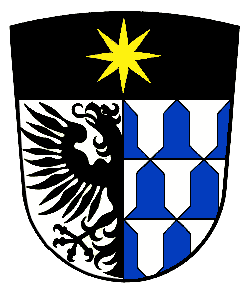
Gemeinde Bergheim
Gemeinde Bliensbach
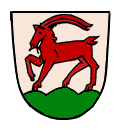
Gemeinde Bocksberg
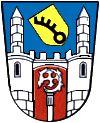
Gemeinde Burghagel
Gemeinde Dattenhausen
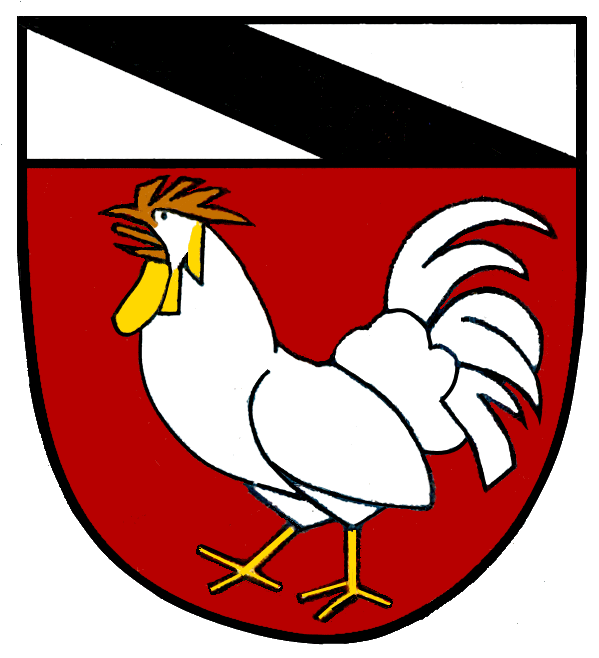
Gemeinde Diemantstein Unter silbernem Schildhaupt, darin ein schwarzer Schrägbalken, in Rot ein schreitender, golden bewehrter silberner Hahn.
Gemeinde Echenbrunn
Gemeinde Ellerbach
Gemeinde Eppisburg
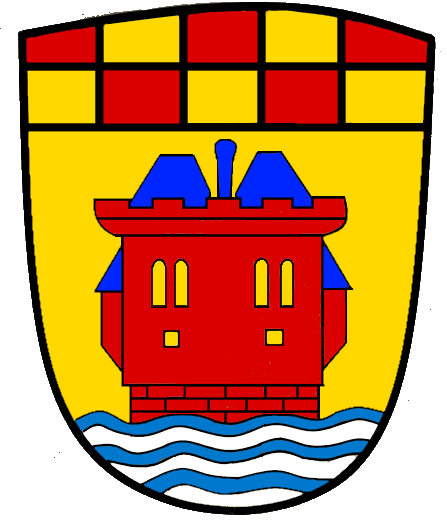
Gemeinde Göllingen Unter von Rot und Gold in zwei Reihen geschachtem Schildhaupt in Gold aus blauem Wellenfluss, darin zwei silberne Wellenleisten, wachsend ein burgartiges rotes Gebäude mit blauem Dach.
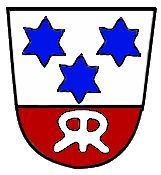
Gemeinde Gottmannshofen
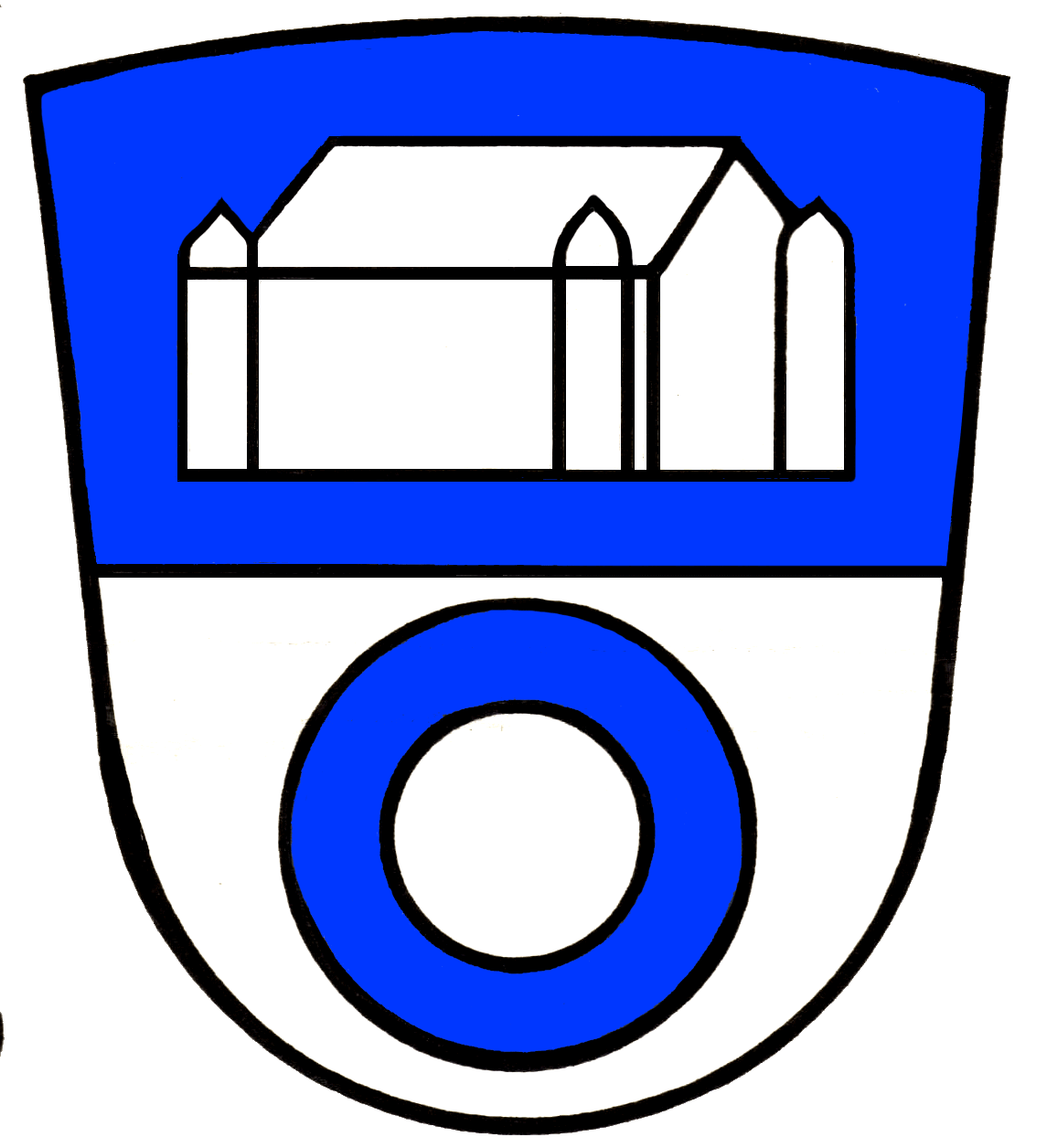
Gemeinde Hohenreichen Geteilt von Blau und Silber; oben ein an den Ecken mit Türmen versehenes silbernes Schloß in Seitenansicht, unten ein blauer Ring.
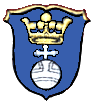
Gemeinde Landshausen
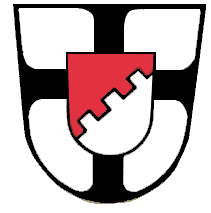
Gemeinde Lauterbach
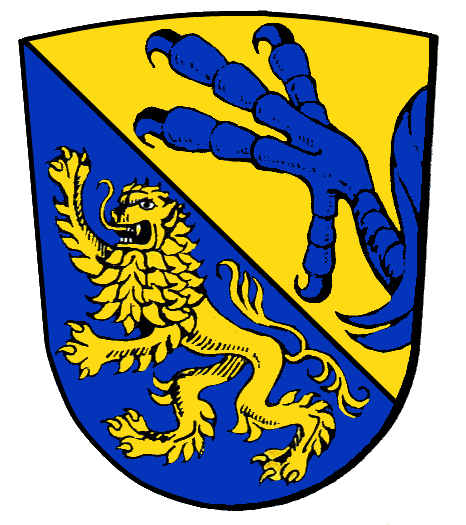
Gemeinde Mödingen Altes Wappen
Gemeinde Oberbechingen Gespalten von Schwarz und Gold; vorne ein rot bewehrtes silbernes Einhorn, hinten ein schwarzer Adlerflug.[4]
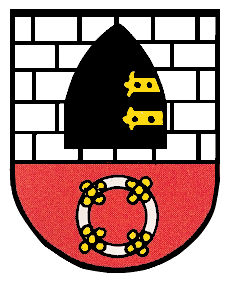
Gemeinde Oberthürheim
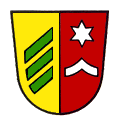
Gemeinde Osterbuch
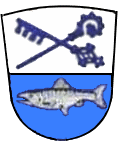
Gemeinde Peterswörth
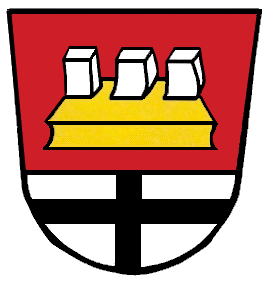
Gemeinde Pfaffenhofen an der Zusam
Gemeinde Prettelshofen
Gemeinde Reistingen
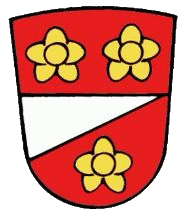
Gemeinde Riedsend In Rot eine silberne Seitenspitze, darüber zwei goldene Dotterblumen, unten eine solche.
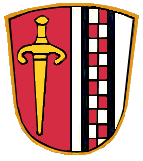
Gemeinde Roggden
Gemeinde Staufen
Gemeinde Unterbissingen
Gemeinde Unterglauheim
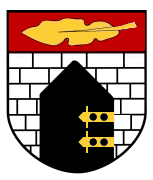
Gemeinde Unterthürheim
Gemeinde Weisingen
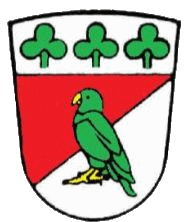
Gemeinde Wengen
Gemeinde Wolpertstetten
Gemeinde Wortelstetten